# Sumowo (województwo kujawsko-pomorskie)
Sumowo – wieś w Polsce położona w województwie kujawsko-pomorskim, w powiecie brodnickim, w gminie Zbiczno.
W latach 1975–1998 miejscowość położona była w województwie toruńskim.
We wsi znajduje się parafia pod wezwaniem Matki Bożej Różańcowej. 

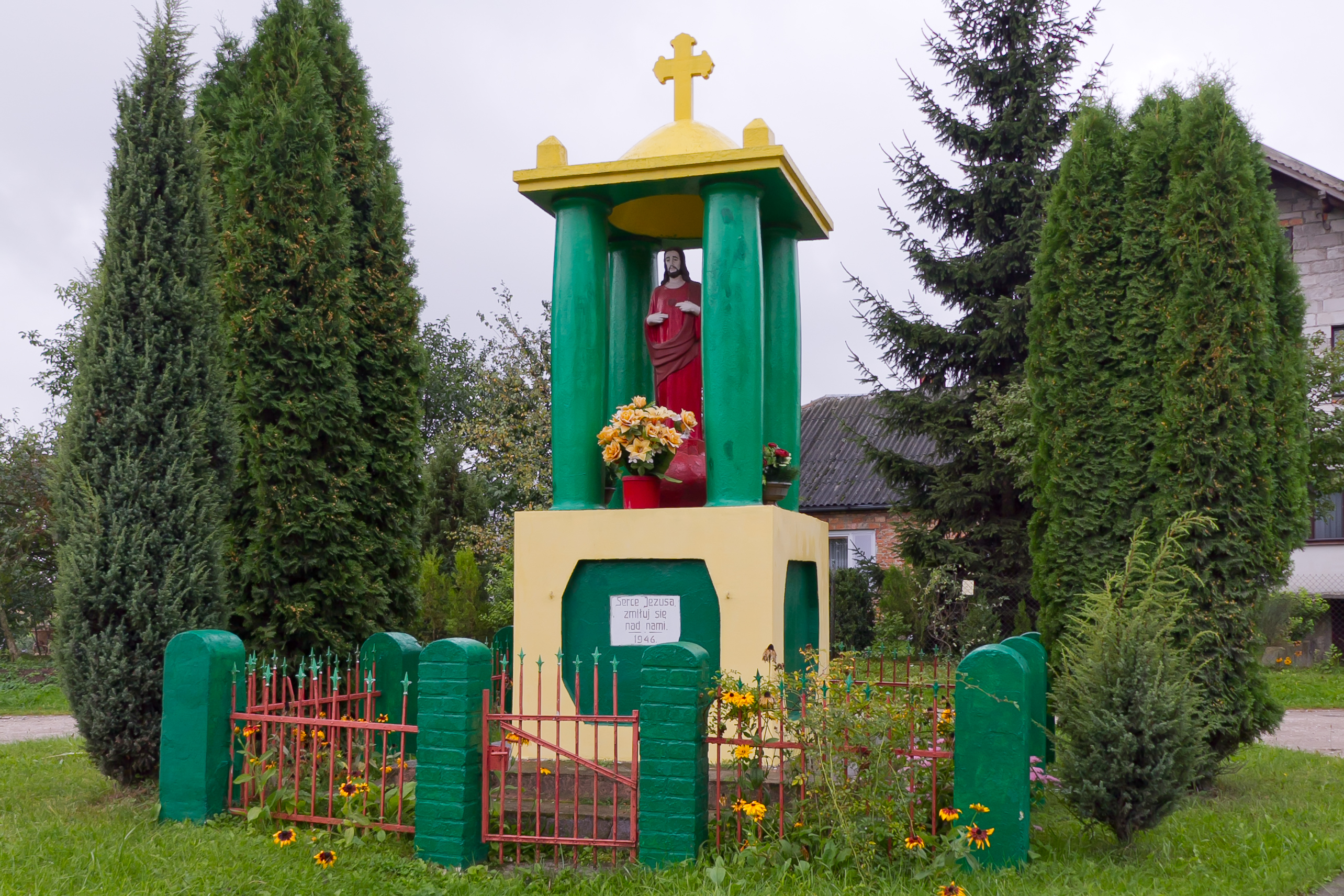
Kapliczka w centrum Sumowa

Zobacz też: Sumowo